# Valloriola (Òpol)
Valloriola fou un poble del terme comunal d'Òpol i Perellós, a la comarca del Rosselló, a la Catalunya del Nord.
Estava situat a prop de l'extrem occidental del terme, a ponent del poble d'Òpol i al sud-oest del de Perellós, a la Vall Oriola. Es conserva la que fou església del poble, Sant Josep de Valloriola.